# Center Point (Alabama)
Center Point ist eine Stadt im Jefferson County im Bundesstaat Alabama in den Vereinigten Staaten.
Das U.S. Census Bureau hat bei der Volkszählung 2020 eine Einwohnerzahl von 16.406 ermittelt.

## Geographie
Center Point liegt im Zentrum Alabamas im Süden der Vereinigten Staaten.
Nahegelegene Orte sind unter anderem  Pinson (unmittelbar nördlich angrenzend), Grayson Valley (unmittelbar östlich angrenzend), Birmingham (unmittelbar südlich und westlich angrenzend) und Tarrant (drei Kilometer westlich).

## Geschichte
1816 erreichten die ersten Siedler aus North Carolina das heutige Stadtgebiet. 1871 wurden ein Brunnen und ein Blockhaus errichtet, später folgte das erste Geschäft. Um die Jahrhundertwende herum erhielt der Ort seinen heutigen Namen, als ein lokaler Ladenbesitzer gefragt wurde, wohin seine bestellten Waren transportiert werden sollten und er diesen Namen nannte, da der Ort mittig zwischen den Straßen nach Chalkville und Pinson lag. Er bestand aus einer Schule und mehreren Geschäften. 1914 wurde die erste Kirche errichtet, 1938 folgte ein Postamt.
Ab den 1960er Jahren entwickelte sich Center Point mit einer Bevölkerungszahl von mehr als 60.000 zum größten gemeindefreien Gebiet der USA. Erst 2002 erhielt der Ort nach einer Abstimmung den Status als Stadt.

## Verkehr
Center Point wird vom Norden in den Süden von der Alabama State Route 75 durchlaufen. Etwa vier Kilometer südlich besteht Anschluss an den U.S. Highway 11 sowie den Interstate 59. Acht Kilometer westlich verläuft der U.S. Highway 31, parallel dazu der Interstate 65.
Etwa sechs Kilometer südwestlich befindet sich der Birmingham-Shuttlesworth International Airport.

## Demographie
Die Volkszählung 2000 ergab eine Bevölkerungszahl von 22.784, verteilt auf 8826 Haushalte und 6434 Familien. Die Bevölkerungsdichte lag bei 1093 Menschen pro Quadratkilometer. 72,9 % der Bevölkerung waren Weiße, 24,2 % Schwarze, 0,6 % Asiaten und 0,3 % Indianer. 1 % entstammte einer anderen Ethnizität, 1 % hatte zwei oder mehr Ethnizitäten, 2,2 % waren Hispanics oder Lateinamerikaner. Auf 100 Frauen kamen 90 Männer. Das Durchschnittsalter lag bei 35 Jahren, das Pro-Kopf-Einkommen betrug 18.160 US-Dollar, womit etwa 9,5 % der Bevölkerung unterhalb der Armutsgrenze lebte.
Bis zur Volkszählung 2010 sank die Einwohnerzahl auf 16.921.